# Os Primeiros Dias da Primavera
Os Primeiros Dias da Primavera é um quadro do pintor espanhol Salvador Dalí de 1929.
A pintura foi idealizada no momento de dúvidas e questionamentos do artista, onde seu pai se mostrava desapontado com as atitudes e sua escolha pelas artes como profissão. É considerado um dos primeiros quadros de Dalí no movimento surrealista. 
Atualmente, o quadro encontra-se no Museu Salvador Dalí, em St. Petersburg, na Flórida (EUA). 